# Hotel Atlantic Palace
Hotel Atlantic Palace (v plném názvu EA Hotel Atlantic Palace, dříve Boutique Hotel Atlantic Palace, ještě dříve Luxury Spa Hotel Atlantic Palace či Lázeňský dům Atlanic) je secesní nárožní lázeňská budova v Karlových Varech, postavená na počátku 20. století ve stylu art deco. Nachází se v centru lázeňského území při levém břehu říčky Teplá asi 150 m od nejznámějšího karlovarského pramene Vřídla. Hotel od listopadu 2019 patří do hotelové sítě EA Hotels. Po změně konceptu v lednu 2019 má hotel nyní 4 hvězdy (před změnou jich měl 5).
Od roku 1981 je chráněn jako kulturní památka.

## Historie
Na místě dnešního hotelu stával od roku 1732 barokní dům U tří skřivanů. Proslavil ho lékárník Josef Becher, když zde v roce 1805 experimentoval s doktorem Frobrigem, osobním lékařem anglického hraběte Maxmiliana Friedricha von Plettenberga, na přípravě lahodného likéru, od roku 1807 prodávaném jako žaludeční kapky pod názvem English Bitter, později jako likér Becherovka. Dne 16. dubna 1899 byla na domě odhalena pamětní deska připomínající, že tu v červnu a červenci 1864 pobýval Otto von Bismarck.
Chátrající dům U tří skřivanů koupil 30. listopadu 1911 zámožný židovský majitel obchodu s prádlem a hoteliér Alois Klein. Později přikoupil i dům Rosenberg vedle Jánského mostu, který překážel ve výstavbě. Architektonický návrh luxusního hotelu vypracoval vídeňský architekt Fritz Mahler. Na přípravě projektu spolupracoval karlovarský architekt Alfred Bayer. Návrh byl schválen 20. srpna 1912 a výstavbou hotelu pověřil pan Klein stavební firmu Kubiček a Baier. Hotel Atlantic byl otevřen 1. května 1914.
Hotel původně nabízel výhradně jen apartmány. V obchodním parteru si v roce 1919 otevřel obchod s obuví Max Kohn. Před hrozbou nacistické represe stihl Alois Klein uprchnout ještě před počátkem druhé světové války. Dům zabrala Velkoněmecká říše.
Po druhé světové válce si krátce pronajali Atlantik pánové Bázler a Žaloudek. V parteru byl otevřen obchod s rosenthalským porcelánem. Po vyvlastnění státem v roce 1945 došlo k postupné devastaci. Do roku 1989 dům využívaly karlovarské Interhotely. Od ledna 1952 spadal Atlantik pod lázeňské ředitelství, později sloužil jako dependance hotelu Central. V přízemí sídlila cestovní společnosti Čedok. Čtyřhvězdičkový hotel nabízí 21 luxusních pokojů s balkony.

## Stavební podoba
Nárožní budova s velice bohatě členěným průčelím představuje ojedinělou stavbu v nejčistších liniích vídeňské wagnerovské secese. Na stavbě bylo použito hojně vertikálního i horizontálního členění, zdůrazněné barevným odlišením fasády, střídání široké hladkých a členěných ploch. Do utváření budovy i do jejich detailů jsou zaneseny kubizující prvky, zejména u tvaru okenních tabulí mansard a na tvarech bočního průčelí. Hotel představuje ojedinělou stavbu v nejčistších liniích vídeňské wagnerovské secese. Jedním z pozoruhodných zdobných prvků jsou velké dekorativní vázy umístěné v nárožích střechy, provedené z kameniny imitující míšeňský porcelán, v typických rokokových formách.
Ve své době patřila budova po technické stránce k nejmodernějším stavbám ve městě. Na výzdobě domu se podíleli designéři ze známé vídeňské společnosti Wiener Werkstätte, která v budově otevřela svoji pobočku. Vídeňský sochař a designer Michael Powolny vytvořil sochy andílků, které zdobí průčelí budovy a jsou dodnes jejím symbolem.